# Козырев, Александр Михайлович
Александр Михайлович Козырев (26 марта 1906 — 16 декабря 1979) — советский пловец, Заслуженный мастер спорта СССР (1949).

## Биография
В 1949 году первым финишировал в проплыве на дистанцию 150 км по Волге, под Куйбышевом. Проплыв, организованный в честь Дня Военно-Морского Флота СССР, проходил в условиях штормовой погоды и стал настоящим испытанием выносливости, мастерства и силы воли советских спортсменов. Время, продемонстрированное А. Козыревым, стало на тот момент рекордным в истории советского марафонского плавания: 150 км он проплыл за 29 часов 59 минут 40 секунд.
В 1951 году общество «Водник» организовало большой волжский проплыв протяженностью 920 км — от Куйбышева до Сталинграда. Трасса его имела двенадцать этапов, шесть из них были стокилометровыми. Их прошли А. Козырев, Л. Второва, И. Файзулин, В. Проскурин, М. Рейзен и Н. Кочеровский. Лучший результат на 100 километров был у Александра Козырева — 14 часов 59 минут 48 секунд (средняя скорость 6,7 км/час).
А. Козырев — участник соревнований на 25 км в Чёрном море в Сочи, победитель 40-км заплыва в Каспийском море Баку-остров Нарген, более 10 лет защищал спортивную честь Азербайджана на всех крупнейших соревнованиях по марафонскому плаванию. Впоследствии Каспбассовет Добровольного спортивного общества «Водник» проводил соревнования по плаванию на приз им. А. Козырева.
Последний раз выходил на старты в возрасте 46 лет.
С 1920 года работал слесарем-инструментальщиком на бакинском судоремонтном заводе им. Вано Стуруа.
Был женат, имел двоих детей — дочь Галину и сына Георгия.

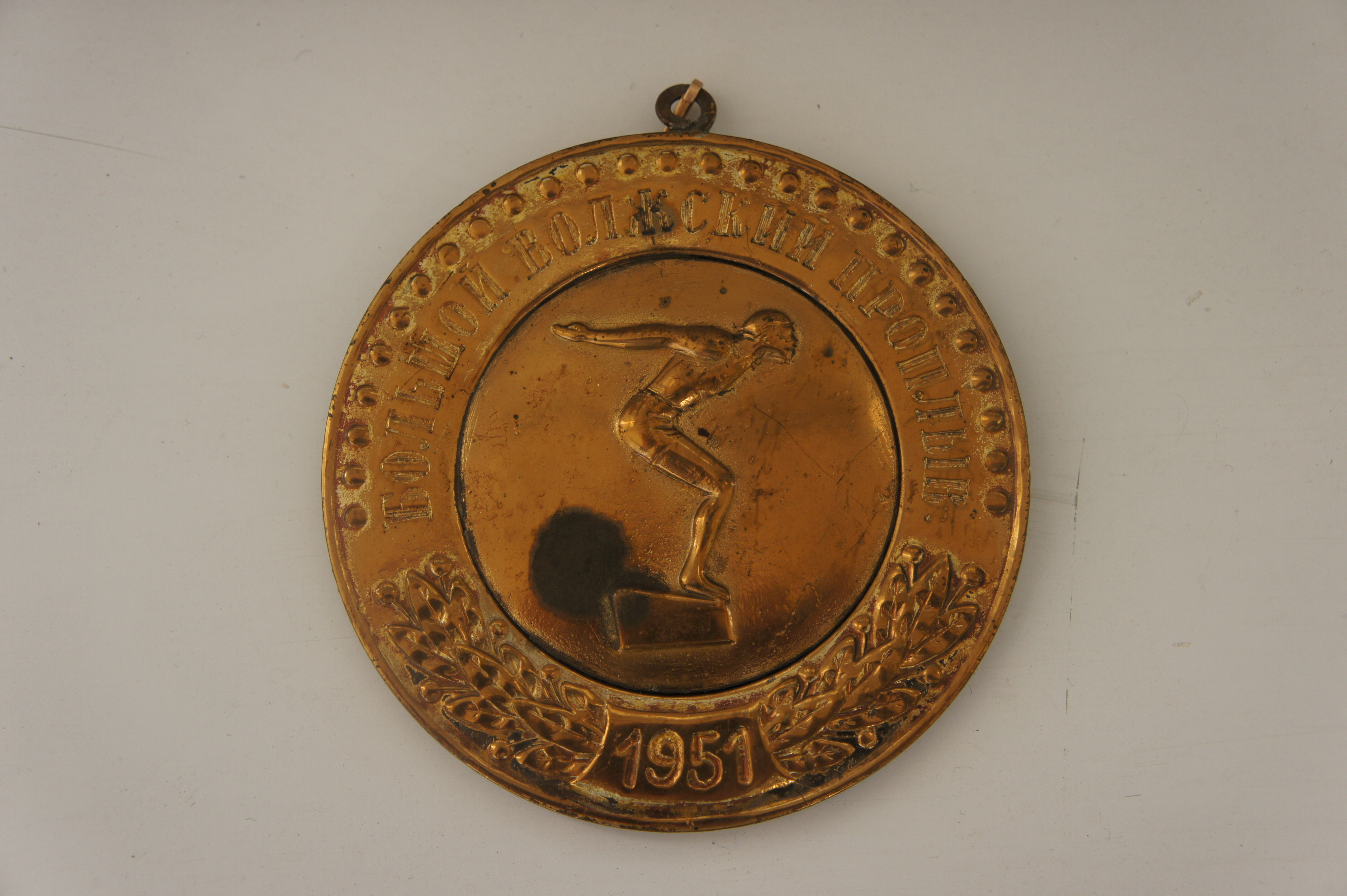
Медаль победителя, «Большой Волжский проплыв» 100 км, 1951 г. (лицевая сторона)

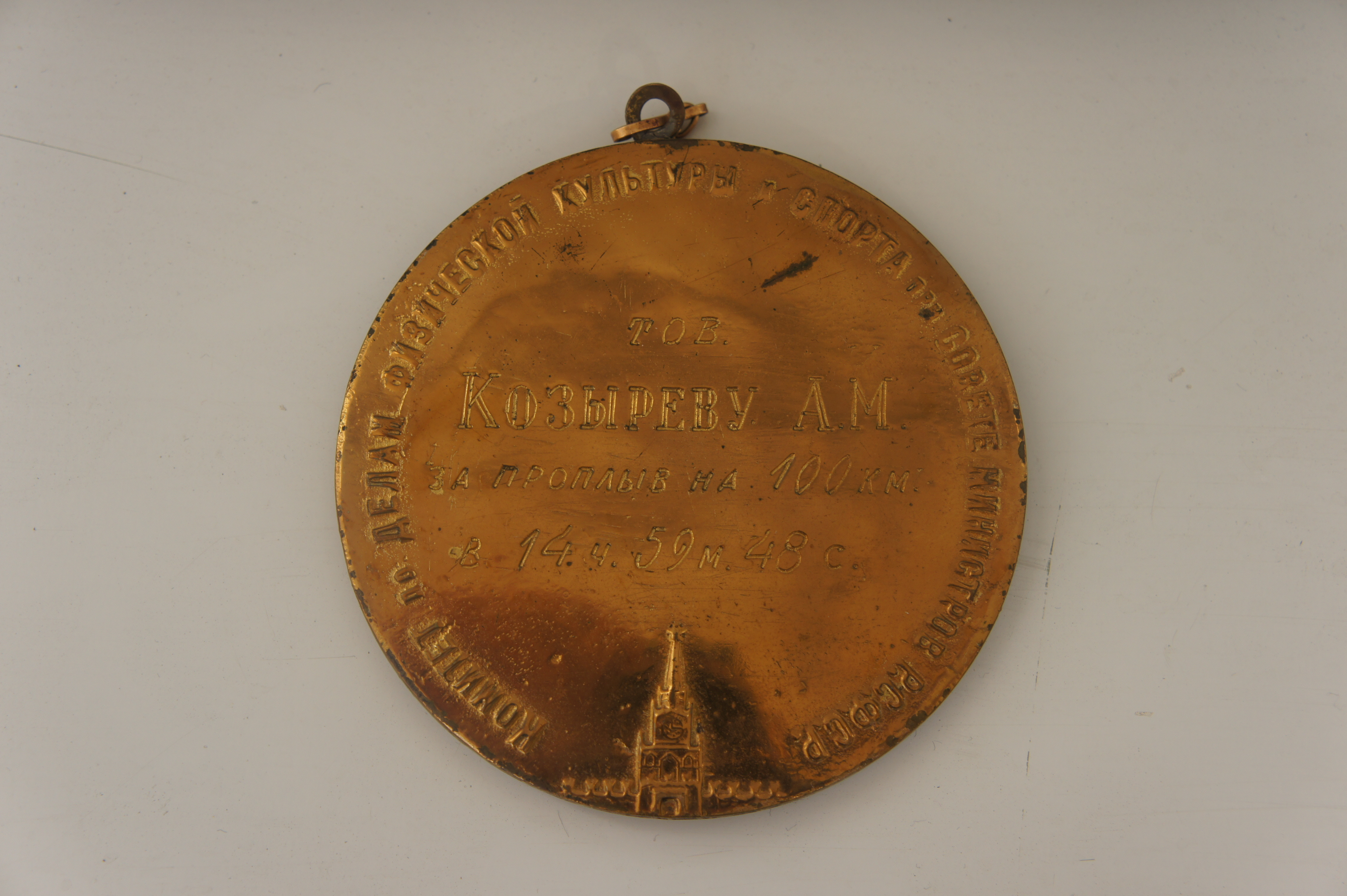
(оборотная сторона)